# Giuseppe Sala (cardinale)
Giuseppe Antonio Sala (Roma, 27 ottobre 1762 – Roma, 23 giugno 1839) è stato un cardinale italiano, nominato da papa Gregorio XVI.

## Biografia
Nacque a Roma il 27 ottobre 1762. Papa Gregorio XVI lo elevò al rango di cardinale nel concistoro del 30 settembre 1831. Morì il 23 giugno 1839 all'età di 76 anni.
"Il Sala dottissimo nella scienza dei canoni e più ancora profondo conoscitore de’suoi tempi, ebbe gran parte nel porre in esecuzione il Concordato fra la Santa Sede e il Buonaparte primo Console. Fu per anni segretario del Cardinal Caprara a Parigi . Non temeva di opporsi alle violente pretensioni del giovane conquistatore, che una volta minacciò di lanciargli in faccia il calamaio. Ciò non tolse che non riverisse l’ingegno e il carattere del Sala, al quale chiese più volte consiglio in materia di Stato e col quale giuocava familiarmente la sera. Questo uomo insigne e tanto poco conosciuto lasciò scritti, in cui la sapienza pratica de’consigli è pari allo zelo pei veri interessi della religione. G. Zanella,  Le poesie di Papa Leone 13, Firenze, Uffizio della rassegna nazionale, 5 (1883), vol. 14 , pp. 571–576, ora in . Carmina, a cura di Enrico Valle D.C.D.G. (Compagnia di Gesù), Roma, Tip. A. Befani, MDCCCV.in Appendix scritti di Luigi Rotelli, vescovo di Montefiascone (VT), pp. 123–120; di Davide Farabulini, pp. 131– 145 e Giacomo Zanella, pp. 147–156, Roma, Tip. A. Befani, 1887.